# L'Annamite
Pour les articles homonymes, voir Annam.
Pour plus de détails, voir Fiche technique et Distribution.
L'Annamite est un téléfilm français réalisé par Thierry Chabert, d'après le livre autobiographique de même titre de la comédienne Dany Carrel.
Il a été diffusé pour la première fois en 1995 sur Canal+.

## Synopsis
La vie de la petite Yvonne Chazelles du Chaxel (ici renommée Anne Chatel de Lastel) — fille illégitime puis légitimée d'Aimé du Chaxel, (ici renommé Aimé de Lastel), directeur général des douanes en Indochine française, et d'une jeune Vietnamienne prénommée Kam —, de sa naissance en Indochine à sa transformation en Dany Carrel, vedette du grand écran des années 1950 à 1970.

## Fiche technique
- Réalisation : Thierry Chabert
- Scénario, adaptation et dialogues : Odile Barski, d'après L'Annamite de Dany Carrel[1]
- Production : Canal+
- Chef de production : Pascale Breugnot
- Musique : Jean-Claude et Angélique Nachon
- Image : Claude Robin
- Casting :
- Décors : Daniel Hoffmann
- Costumes :
- Son : Éric Rophé
- Mixages : Jenne Kef, Loula Morin
- Maquillage :
- Script :
- Photographe de plateau :
- Pellicule :  couleur
- Distribution : TF1 Canal+
- Durée : 110 minutes
- Date de sortie : 13 janvier 1995 (TV) sur Canal+
- Pays :  France
- Genre : biographie

## Distribution
- Marie Bunel : Juliette de Lastel, la marâtre puis tutrice d'Anne (épouse puis veuve d'Aimé)
- Jean-Yves Berteloot : Aimé de Lastel, le père d'Anne et d'Alice
- Arielle Dombasle : Jeanne de Bresson, la sœur de Juliette
- Wadeck Stanczak : l'abbé Brenne
- Axelle Cummings (créditée Axelle Grelet) : Anne Chatel de Lastel adolescente
- Aurélie Remacle : Anne enfant
- Séverine Ferrer : Alice Chatel de Lastel, la sœur d'Anne
- Tania Angelina Gomis : Alice enfant
- Gaelle Le Fur : Francine
- Colette Casside : Mme de Bresson, la mère de Juliette
- Ysé Tran : Kam, la mère biologique d'Anne et d'Alice
- Bernard Jousset : le premier réalisateur
- Jean-Claude Lecas : le second réalisateur
- Dany Carrel : Dany Carrel adulte, et la narratrice
- Marc Andréoni : Leduc
- Françoise Bette : la mère supérieure
- Didier Bravo : le jeune homme
- Niels Dubost : Gérard
- André Feat : un gendarme
- Pierre Forest : le producteur